# Michel Ciaravino
Michel Ciaravino (Marsiglia, 5 agosto 1954) è un ex calciatore francese, di ruolo attaccante.

## Biografia
Suo figlio Romain è a sua volta un calciatore professionista.

## Carriera
Esordisce da professionista nella stagione 1973-1974, nella quale disputa 3 partite nella prima divisione francese ed una partita in Coppa di Francia con la maglia del Bordeaux, club con cui milita poi anche nel corso della stagione 1974-1975, nella quale gioca invece 2 partite in campionato ed una partita in Coppa di Francia. Nell'estate del 1975 scende di categoria e si accasa al Martigues, club di seconda divisione, con cui realizza 3 gol in 31 presenze in questa categoria. Milita in seconda divisione anche nella stagione 1976-1977, durante la quale realizza 3 reti in 32 presenze con la maglia dell'Olympique Avignone.
Nell'estate del 1977 torna in prima divisione, al Nancy, con cui realizza un gol in 10 partite di campionato e gioca 2 partite senza segnare in Coppa di Francia, competizione che viene vinta dalla sua squadra; a fine stagione scende nuovamente in seconda divisione, al Dunkerque, con cui nella stagione 1978-1979 gioca 20 partite senza mai segnare. Dal 1979 al 1981 gioca invece in seconda divisione nuovamente all'Ol. Avignone, con cui nell'arco di due stagioni totalizza complessivamente 44 presenze e 6 reti in campionato; gioca poi in seconda divisione per un ulteriore triennio, con la maglia dell'Orléans, ed infine per una stagione in terza divisione, allo SO Cholet.

## Palmarès

### Club

#### Competizioni nazionali
- Coppa di Francia: 1

Nancy: 1977-1978